# Yuriko Miki
Yuriko Miki (jap. 三木 佑里子, Miki Yuriko; * 1. Oktober 1989 in der Präfektur Saitama) ist eine japanische Badmintonspielerin.

## Leben
Miki stammt aus der Präfektur Saitama und hat noch zwei jüngere Schwestern. Sie fing bereits mit 9 Jahren mit dem Badmintonspiel an. Nachdem sie die Mittelschule Fuji in der Präfektur Shizuoka besuchte, folgte die Oberschule Koshigaya-Minami wieder in Saitama. Während dieser Zeit hatte sie ersten großen Erfolg, als sie bei den japanischen Juniorenmeisterschaften 2006 im Einzel und Doppel jeweils Gold holte. Ein Jahr später holte sie bei den Inter-High-Oberschulmeisterschaften den 3. Platz im Einzel.
Nach der Schule trat sie zum 1. April 2008 in das Unternehmen Sanyo ein und spielte für deren Werksteam bzw. nach der Unternehmensübernahme durch Panasonic 2011 für dessen Werksteam.
Yuriko Miki wurde 2010 Zweite bei den Russia Open im Damendoppel mit Koharu Yonemoto. 2011 siegte sie bei den Austrian International und den New Zealand Open. Bei der Japan Super Series 2011 reichte es dagegen nur zu Platz neun.

## Sportliche Erfolge
| Saison | Veranstaltung                     | Disziplin   | Platz | Name                          |
| ------ | --------------------------------- | ----------- | ----- | ----------------------------- |
| 2010   | Russia Open                       | Damendoppel | 2     | Koharu Yonemoto / Yuriko Miki |
| 2010   | Japanische Badmintonmeisterschaft | Damendoppel | 3     | Koharu Yonemoto / Yuriko Miki |
| 2011   | Austrian International            | Damendoppel | 1     | Koharu Yonemoto / Yuriko Miki |
| 2011   | New Zealand Open                  | Damendoppel | 1     | Koharu Yonemoto / Yuriko Miki |
| 2011   | Japan Open                        | Damendoppel | 9     | Koharu Yonemoto / Yuriko Miki |